# بير جنسن
بير جنسن (بالإنجليزية: Per Jensen)‏ (و. 1930  م) هو لاعب كرة قدم، من الدنمارك، ولد في كوبنهاغن، يلعب كمهاجم.

## روابط خارجية
- بير جنسن على موقع قاعدة بيانات كرة القدم.إي يو (الإنجليزية)
- بير جنسن على موقع ناشيونال فوتبول تيمز (الإنجليزية)
- بير جنسن على موقع عالم كرة القدم.نت (الإنجليزية)